# 팰로앨토 네트웍스
팰로앨토 네트웍스(Palo Alto Networks)는 2007년에 설립한 미국의 보안회사이다. 애플리케이션 (Layer7) 레벨의 네트워크 보안 장비로서 기존의 포트 기반의 보안정책이 아닌 애플리케이션 기반의 보안정책을 제공한다. 팰로앨토 네트웍스의 PaloAlto 시리즈 Firewall을 이용하면 직관적으로 애플리케이션에 대해서 보안정책을 수립할 수 있다. 현재 한국에는 지사인 팔로알토 코리아가 있다.